# Tordenskjold gaar i Land
Tordenskjold gaar i Land er en dansk spillefilm fra 1942 instrueret af George Schnéevoigt og efter manuskript af Fleming Lynge.

## Plot
Peter Wessel (Hans Kurt), med tiden kendt som Tordenskjold, ankommer til Holmen med sit ramponerede skib Gyldenløves Galej, efter mange modige manøvrer og slag mod fjenden. Han forventer at blive forfremmet fra løjtnant til kaptajn for sine handlinger, men det aristokratiske admiralitet med Gyldenløve (Albert Luther) og Sehested (Knud Heglund) i spidsen, er misundelige på den ikke-adelige søhelt, og lægger derfor forhindringer i vejen for ham.
I mellemtiden har Wessel fået sig indlogeret hos den lokale parykmager Thøgersen (Rasmus Christiansen), hvis smukke unge datter Kristine (Ingeborg Brams) straks falder pladask for ham. Grevinde von Schulenburg (Karin Nellemose) er ambitiøs på sin mands vegne, løjtnant grev von Schulenburg (Angelo Bruun), og håber at det er denne der vil modtage kaptajnsforfremmelsen.
Under flere forskellige intriger og scener med identitetsforveksling lykkedes det endelig Tordenskjold, med hjælp fra bl.a. sin trofaste bådsmand Ole Kold (Kai Holm), at udmanøvrere admiralitetet, og genvinde kong Frederik d. 4's (Elith Pio) gunst. Filmen slutter med at Tordenskjold, endelig udnævnt til kaptajn, står til søs med grev von Schulenburg som assisterende løjtnant og Ole Kold som nysudnævnt styrmand.
Filmen blev lavet under den tyske besættelse af Danmark, og de nationale undertoner går igen som en rød tråd i hele filmen. Filmen var et for tiden ret overdådigt budgetteret historisk udstyrsstykke, og de historiske scenerier og kostumer var udført med stor detaljerigdom.

## Medvirkende
- Manuskript Fleming Lynge
- Instruktion George Schnéevoigt
- Musik Emil Reesen

Blandt de medvirkende kan nævnes:
- Hans Kurt, Peter Wessel
- Angelo Bruun, Kaptajnløjtn. Grev Adrian v. Schulenburg
- Karin Nellemose, Elsebeth, grevens hustru
- Lis Smed, Oline Marensdatter
- Kai Holm, Ole Kold
- Elith Pio, Frederik IV
- Rasmus Christiansen, Kresten Thøgersen, parykmager
- Ingeborg Pehrson, Madam Thøgersen
- Ingeborg Brams, Kristine, Thøgersens datter
- Benny Fagerlund, Lars, Thøgersens søn
- Ejner Federspiel, Sofiskal Joachim von Conradi
- Albert Luther, General-Admiral Gyldenløve
- Knud Heglund, Over-Admiral von Sehested
- Valdemar Møller, Admiral Judichær
- Marie Niedermann, Atalanta, Judichærs hustru
- Knud de Trappaud, Grev Sparre
- Aage Foss, Admiral von Møsting